# Street Fighter X Mega Man
Street Fighter x Mega Man é um jogo no estilo plataforma, criado em comemoração ao 25° aniversário da franquia Mega Man. É um jogo gratuito' para PC, que está disponível para download desde o dia 17 de dezembro de 2012 no site da Capcom-Unity.

## Recepção
Dois dias após o lançamento, o vice-presidente sênior da Capcom, Christian Svensson, comentou no site oficial da Capcom, Capcom-Unity, que o jogo excedeu suas expectativas pessoais em termos de downloads, mas nenhum número exato foi divulgado. O gerente de comunidade sênior da Capcom, Brett Elston, observou que o número de downloads durante o lançamento foi suficiente para causar uma pressão significativa em seus servidores.  Em 3 de março de 2013, o jogo foi baixado um milhão de vezes.